# Kazimierz II łęczycki

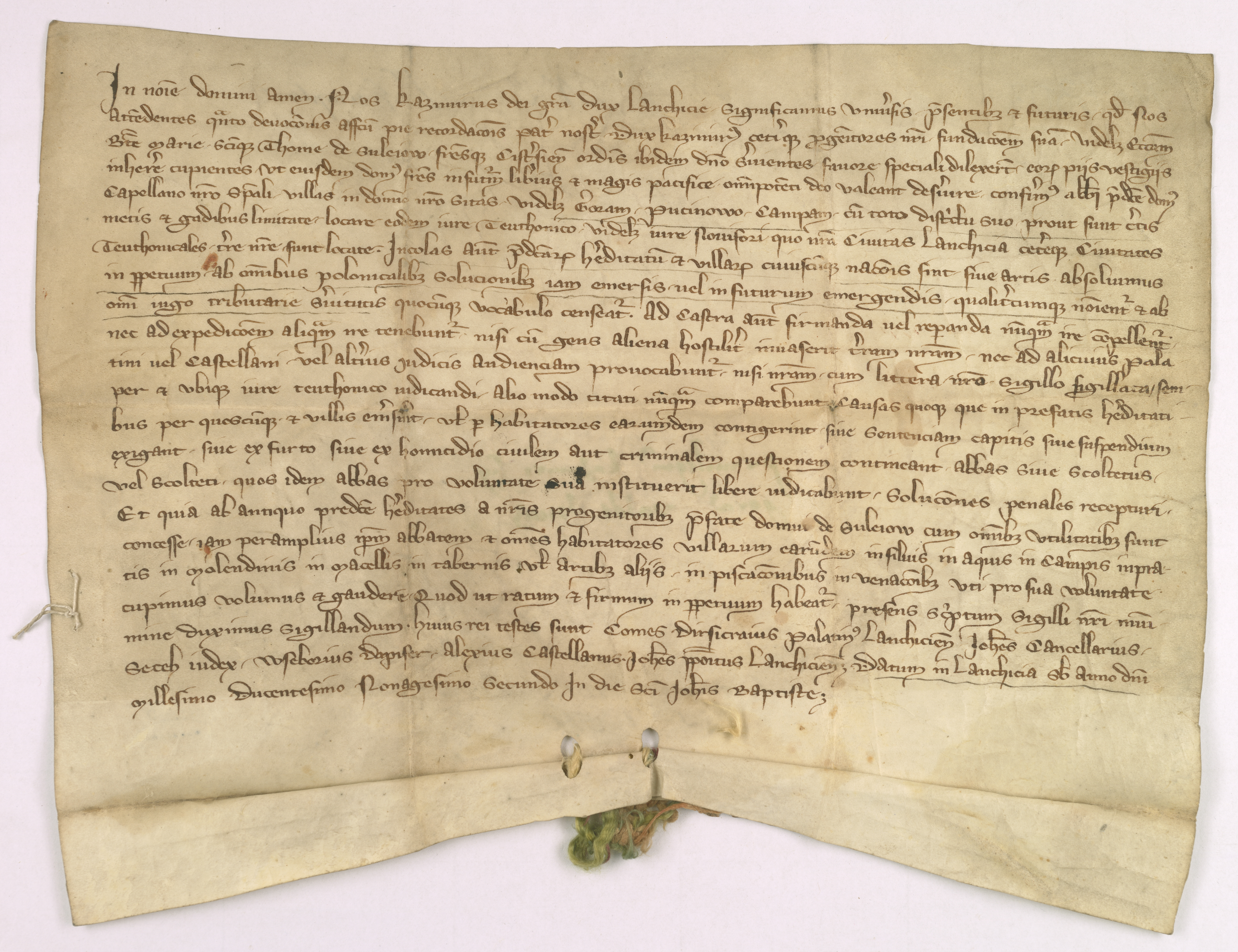
Książę Kazimierz II łęczycki nadaje immunitet i prawo średzkie wsiom klasztoru sulejowskiego Górze, Puczniewowi i Kępie, dokument z 24 czerwca 1292 roku

Kazimierz II łęczycki (ur. pomiędzy 1262 a 1265, zm. 10 czerwca 1294) – od 1267 r. formalnie z braćmi książę brzeski i dobrzyński, od 1288 samodzielny książę łęczycki, od 1292 lennik Wacława II.

## Genealogia i początki rządów (1262/5-1288)
Czwarty pod względem starszeństwa syn Kazimierza I kujawskiego, a drugi pochodzący z jego trzeciego małżeństwa z Eufrozyną, księżniczką opolską. Po śmierci ojca w 1267 r. razem z rodzonymi braćmi znalazł się pod opieką matki. Samodzielne rządy objął dopiero w 1288 r., kiedy po zmarłym bezdzietnie przyrodnim bracie Leszku Czarnym otrzymał położone w centrum Polski księstwo łęczyckie.
| 4. Konrad I mazowiecki zm. 31 sierpnia 1247      |  |                                              |  |  |                                              |
|                                                  |  | 2. Kazimierz I kujawski zm. 14 grudnia 1267  |  |  |                                              |
| 5. Agafia Światosławówna zm. po 31 sierpnia 1247 |  |                                              |  |  |                                              |
|                                                  |  |                                              |  |  | 1. Kazimierz II łęczycki zm. 10 czerwca 1294 |
| 6. Kazimierz I opolski zm. 13 maja 1229 lub 1230 |  |                                              |  |  |                                              |
|                                                  |  | 3. Eufrozyna opolska zm. 4 listopada po 1291 |  |  |                                              |
| 7. Wiola opolska zm. 7 września 1251             |  |                                              |  |  |                                              |
|                                                  |  |                                              |  |  |                                              |

## Współpraca z Władysławem Łokietkiem w okresie jego walk o Małopolskę (1289-1292)
W 1289 r. Kazimierz II, razem z bratem Władysławem Łokietkiem wsparł kampanię krakowską księcia płockiego Bolesława II. Wspólne siły płocko-brzesko-łęczyckie pokonały 26 lutego 1289 r. oddziały śląskie dowodzone przez Henryka III Głogowczyka, Bolka opolskiego i Przemka ściniawskiego w bitwie pod Siewierzem. Z nieznanych powodów wkrótce potem Bolesław mazowiecki zrezygnował z pretensji do tronu krakowskiego, co wykorzystał Władysław Łokietek próbując zdobyć Małopolskę dla siebie. Ścisła współpraca Kazimierza z Władysławem miała miejsce także podczas wojny z władcą czeskim Wacławem II. Polityka ta doznała klęski na jesieni 1292 r., kiedy w wyniku wyprawy czeskiej Kazimierz i Władysław dostali się do niewoli Przemyślidy. W pokoju podpisanym 9 października 1292 r. bracia zostali zmuszeni do politycznego podporządkowania się czeskiemu monarsze.

## Kazimierz II dziedzicem Krakowa (1293-1294)
Kazimierz II i Władysław Łokietek nie rezygnowali jednak z ambitnych planów zdobycia Małopolski i 6 stycznia 1293 r. spotkali się w Kaliszu z Przemysłem II Wielkopolskim i arcybiskupem gnieźnieńskim Jakubem Świnką, by wysondować możliwość wspólnej akcji w celu odzyskania Krakowa. Tajną umowę tam zawartą znamy tylko z dokumentu wydanego na ręce arcybiskupa, który obligował Przemysła, Władysława Łokietka i Kazimierza do wypłacenia 300 grzywien srebra rocznie z żup solnych po odzyskaniu stolicy Małopolski.

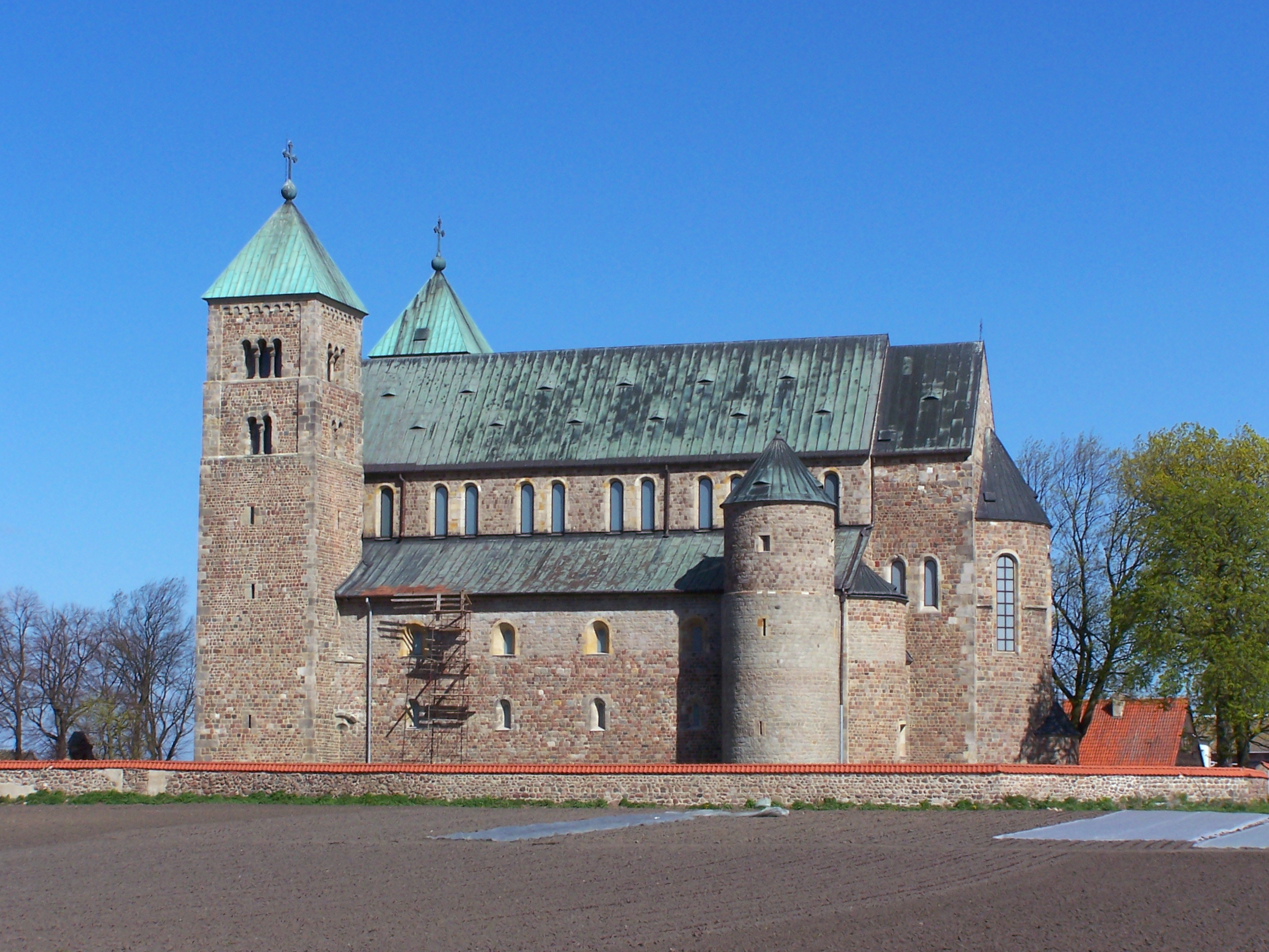
Kolegiata w Tumie koło Łęczycy

Kazimierz II Łęczycki zginął w bitwie pod Trojanowem 10 czerwca 1294 rozegranej na brzegu rzeki Bzury, podczas pościgu za oddziałem litewskim księcia Witenesa uchodzącym po napadzie na Łęczycę (dokonanym 4 czerwca).
Kazimierz nie był żonaty i nie pozostawił potomstwa, a jego księstwo przejął Władysław Łokietek. Nie wiadomo gdzie został pochowany, być może w kolegiacie w Tumie pod Łęczycą.

## Śmierć Kazimierza według opisu Kroniki Jana Długosza
Rok pański 1294. Książę litewski Witenes napada na ziemie łęczycką z wojskiem konnym w liczbie 1800 ludzi: Litwinów, Prusów i Żmudzinów. Kiedy w czwartek po Zielonych Świętach wtargnęli do niej przez lasy i gaje za pozwoleniem i przy poparciu księcia Mazowsza Bolesława w tak milczącym i nieznanym szyku, że zmylili wszystkich, którzy ich mijali, atakując najpierw kolegiatę w Łęczycy i mordując tam lub zabierając do niewoli wielką liczbę ludu mężczyzn i kobiet, którzy się tam zgromadzili dla uczczenia święta. Prałatów, kanoników i kapłanów pana biorą bez litości do niewoli, a szaty liturgiczne, naczynia i klejnoty rozgrabiają. Pozostałych, którzy schronili się w kościele i bronili się w nim mężnie, przez podpalenie sąsiednich domów otaczających kościół i przeniesienie ognia na kolegiatę duszą i tracą. Wrogowie rozbiegli się następnie po wsiach i osadach i zabrawszy wielki łup w postaci ludzi i bydła pospiesznie wracali. Nie zniósł porażki własnej i swego wojska książę łęczycki Kazimierz, lecz ze wszystkimi rycerzami ziemi łęczyckiej zaczął ścigać barbarzyńców. Kiedy ich dopadł w położonej blisko miasta Sochaczewa nad rzeką Bzurą wsi Żuków (według innych koło wsi Trojanowa) nie licząc się z małą liczebnością swojego wojska i chmarą wrogów, rzuca się na barbarzyńców. I po krwawej walce, kiedy wielu jeńców w ferworze bitwy umknęło, pokonana przez chmarę barbarzyńców, walcząc bardzo odważnie w pierwszych szeregach, pada w największym tłumie wrogów i ponosi chlubną śmierć. Gdy ten (książę) zginął, Polacy zaczęli uciekać na wszystkie strony. Wielu spośród Polaków, unikając zaszczytnej śmierci, narażają się na haniebną. Toną w rzece Bzura za którą toczyła się walka, ponieważ wody wtedy wskutek deszczu wezbrały. Litwini wzięli i łup i zwycięstwo. A łup, jaki zebrali w postaci jeńców polskich, był podobno tak wielki, że przy podziale każdemu barbarzyńcy przypadło dwudziestu chrześcijan, Polaków. Książę łęczycki Kazimierz nie pozostawił po sobie nikogo.